# Hogna leprieuri
Hogna leprieuri este o specie de păianjeni din genul Hogna, familia Lycosidae. A fost descrisă pentru prima dată de Simon, 1876.
Este endemică în Algeria. Conform Catalogue of Life specia Hogna leprieuri nu are subspecii cunoscute.